# نوبة القهبي (يهر)
test

تعديل مصدري - تعديل

نوبة القهبي هي إحدى قرى عزلة يهر بمديرية يهر التابعة لمحافظة لحج، بلغ تعداد سكانها 43 نسمة حسب تعداد اليمن لعام 2004.